# Diocèse de Dori
Le diocèse de Dori (en Latin : Dioecesis Doriensis) est un diocèse catholique du Burkina Faso, suffragant de l'archidiocèse de Koupéla. Son siège est actuellement vacant.

## Territoire
Le diocèse comprend les provinces de Séno, Oudalan, Yagha et Soum, qui composent la région du Sahel.
Le siège de l'évêque est la ville de Dori, où se trouve la cathédrale de Sant'Anna.
Le territoire est divisé en 5 paroisses.

## Histoire
Le diocèse a été érigé le 20 novembre 2004 avec la bulle Cum ad aeternam du pape Jean-Paul II, à partir de territoire des diocèses de Fada n'gourma et d'Ouahigouya.

## Chronologie des évêques
- 20 novembre 2004 - 4 novembre 2011 : Joachim Ouédraogo
- 31 janvier 2013 - 18 décembre 2024 : Laurent Birfuoré Dabiré

## Statistiques
| Année | Baptisés | Population totale | %   | Prêtres | Prêtres séculiers | Prêtres réguliers | Catholiques par prêtre | Diacres | Religieux | Religieuses | Paroisses |
| ----- | -------- | ----------------- | --- | ------- | ----------------- | ----------------- | ---------------------- | ------- | --------- | ----------- | --------- |
| 2004  | 2 726    | 710 000           | 0,4 | 16      | 8                 | 8                 | 170                    |         | 8         | 32          | 5         |
| 2006  | 2 790    | 727 000           | 0,4 | 12      | 7                 | 5                 | 232                    |         | 6         | 11          | 5         |
| 2013  | 13 144   | 889 600           | 1,5 | 19      | 15                | 4                 | 691                    |         | 4         | 18          | 5         |

## Sources
- Annuaire pontifical de 2014 et antérieur, sur caholic-hierarchy
- (la) Jean-Paul II, « CONSTITUTIO APOSTOLICA »
- (en) Onglet du diocèse sur www.gcatholic.org